# 상해의 방랑자
상해의 방랑자는 1970년 공개된 대한민국의 영화이다.

## 배역
- 신성일
- 김희라
- 김지미
- 허장강